# Blaustirn-Höschenkolibri
Der Blaustirn-Höschenkolibri (Eriocnemis glaucopoides) oder manchmal auch Blaukappen-Schneehöschen ist eine Vogelart aus der Familie der Kolibris (Trochilidae). Die Art hat ein großes Verbreitungsgebiet, das die südamerikanischen Länder Argentinien und Bolivien umfasst. Der Bestand wird von der IUCN als „nicht gefährdet“ (least concern) eingeschätzt.

## Merkmale

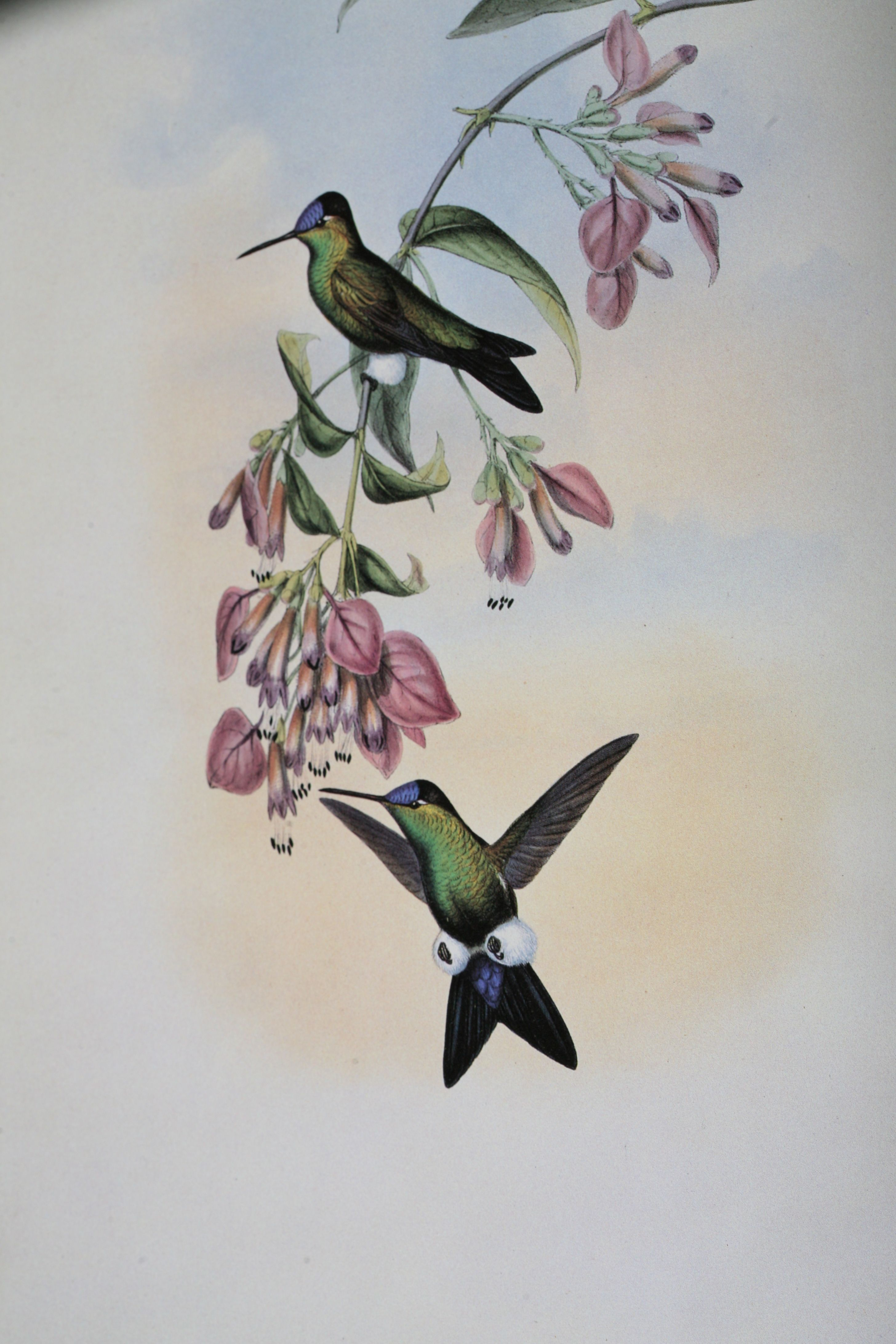
Eriocnemis glaucopoides, gemalt von John Gould

Der Blaustirn-Höschenkolibri erreicht eine Körperlänge von etwa 9,5 bis 11 cm. Der Schnabel wird ca. 16 mm lang. Der gabelförmige Schwanz erreicht eine Länge von ca. 4,5 cm. Das Männchen hat eine leuchtende hellblaue Stirnkrone. Fast sein gesamtes übriges Gefieder ist schwarzgrün glänzend. An den Beinen finden sich weiße Federbäusche. Der Bereich um die Kloake ist bläulich purpurn. Die Oberseite und die Beinbäusche des Weibchens sind gleich wie beim Männchen. Die Unterseite ist glänzend zimtfarben bis gelbbraun. An den Seiten und im Bereich um die Kloake finden sich deutliche grüne Sprenkel.

## Verbreitung und Lebensraum
Blaustirn-Höschenkolibris bewegen sich vorwiegend in dichtem Gebüsch und in den unteren Stratifikationsschichten von Waldrändern. Sie leben am Rande von Nebelwäldern oder Wäldern mit laubabwerfender Vegetation der Bergschluchten. Hier findet man sie in Höhen zwischen 1500 und 2900 m. Sie sind an den feuchten Hängen oberhalb der Stadt Cochabamba und in den Yungas und Tälern des Departamento Cochabamba in Bolivien präsent. Von dort erstreckt sich ihr Verbreitungsgebiet bis in die Provinz Tucumán im Nordwesten Argentiniens.

## Unterarten

Verbreitungsgebiet des Blaustirn-Höschenkolibris

Im Moment sind keine Unterarten des Blaustirn-Höschenkolibris bekannt. Er gilt als monotypisch. Trochilus d'obrignyi Bourcier & Mulsant, 1846 wird heute als Synonym betrachtet.

## Etymologie und Forschungsgeschichte
Bei der Erstbeschreibung im Magasin de Zoologie verwendeten d’Orbigny und Lafresnaye den Namen Ornismya glaucopoides. Erst später wurde die Art der Gattung Eriocnemis zugeschlagen. Dieser Name leitet sich von den griechischen Wörtern ἔριον érion für „Wolle“ und κνημίς knēmī́s für „Manschette, Beinschiene“ ab. John Gould verwendete in seinem Werk A monograph of the Trochilidæ, or family of humming-birds den Trivialnamen D'Orbigny’s Puff-leg und das Synonym Eriocnemis dorbignyi. Das Artepitheton glaucopoides ist ein griechisches Gebilde aus γλαυκός glaukós für „blaugrau, mattgrün bis graublau“ und -οἶδες -oídes für „ähnlich, ähnelnd“.